# Вайсенбах-бай-Лицен
Вайсенбах-Лицен (нем. Weißenbach bei Liezen) — коммуна в Австрии, в федеральной земле Штирия. 
Входит в состав округа Лицен.  Население составляет 1149 человек (на 31 декабря 2005 года). Занимает площадь 35,82 км². Официальный код  —  61249.

## Политическая ситуация
Бургомистр коммуны — Рудольф Польхаммер (АНП) по результатам выборов 2005 года.
Совет представителей коммуны (нем. Gemeinderat) состоит из 15 мест.
- АНП занимает 10 мест.
- СДПА занимает 5 мест.